# Meroux-Moval
Meroux-Moval – gmina we Francji, w regionie Burgundia-Franche-Comté, w departamencie Territoire de Belfort. W 2016 roku liczba ludności wynosiła 1333 mieszkańców.
Gmina została utworzona 1 stycznia 2019 roku z połączenia dwóch ówczesnych gmin: Meroux oraz Moval. Siedzibą gminy została miejscowość Meroux.